# Ribnica (Kakanj, BiH)
Ribnica je naseljeno mjesto u općini Kakanj, Federacija Bosne i Hercegovine, BiH.
Nalazi se na zapadnoj obali rijeke Ribnice.

## Stanovništvo

### 1991.
Nacionalni sastav stanovništva 1991. godine, bio je sljedeći:
ukupno: 119
- Muslimani - 116
- ostali, neopredijeljeni i nepoznato - 3

### 2013.
Nacionalni sastav stanovništva 2013. godine, bio je sljedeći:
ukupno: 18
- Bošnjaci - 18